# Impasse du Corbeau (Strasbourg)
Pour les articles homonymes, voir Impasse du Corbeau.
L'impasse du Corbeau  (en alsacien : Rawegässel) est une voie sans issue de Strasbourg, rattachée administrativement au quartier Bourse - Esplanade - Krutenau, qui s'ouvre sur la place du Corbeau, entre les numéros 1 et 3.

## Origine du nom
Au fil du temps, la venelle a porté différents noms : Rappengesselin (1580), Ochsengesselin (1587), Trompetergässel beim Raben (1754), rue du Corbeau (1792, 1795), ruelle de Rousseau (1794), Raben Gässlein (1817), impasse du Corbeau (1856, 1918, 1945), Rabengässchen (1872, 1940,).

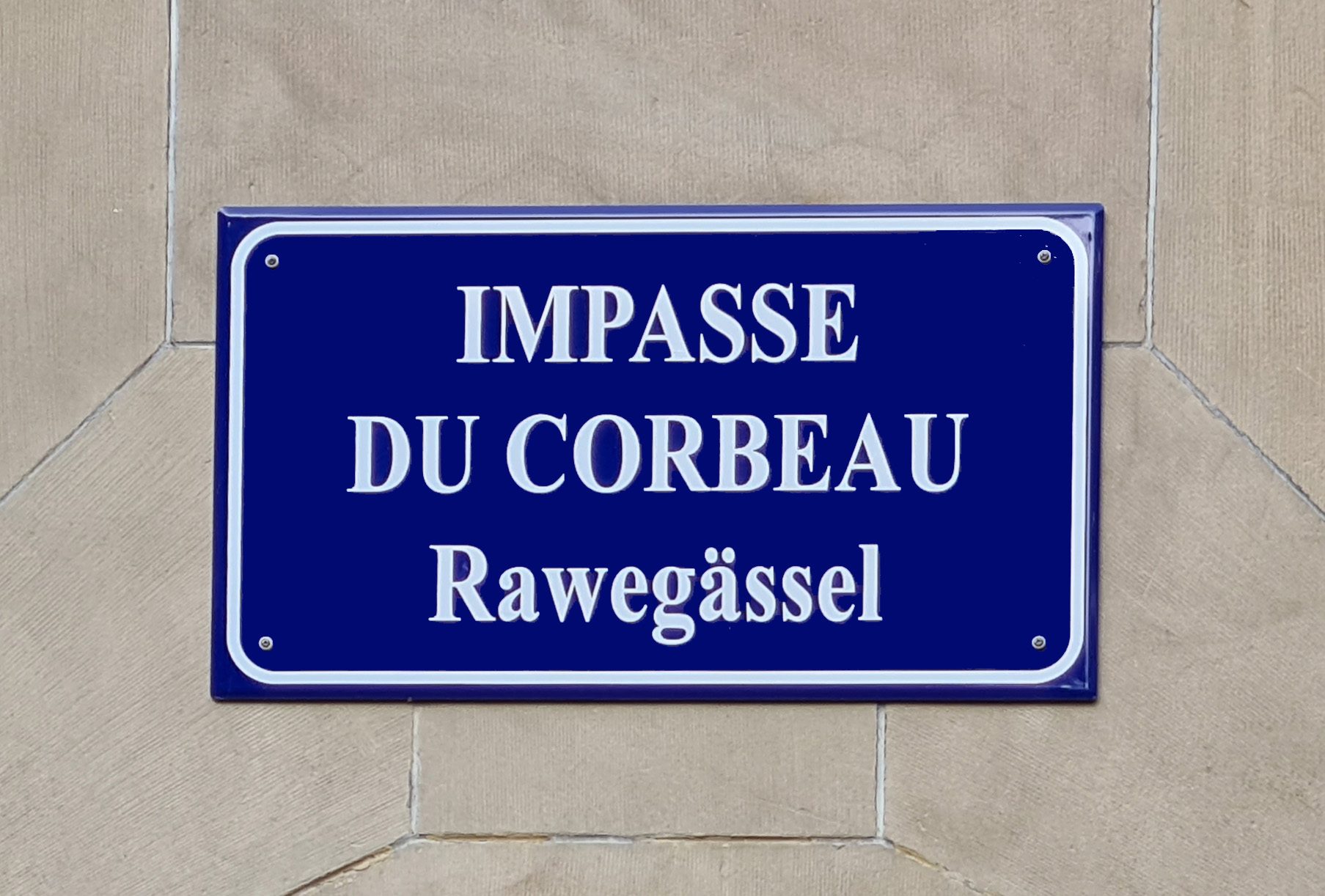
Plaque bilingue, en français et en alsacien.

L'impasse doit son nom à celui de la place du Corbeau, dont la dénomination faisait d'abord référence à l'ancien relais de poste aux chevaux (Zum Rappen). Rappen, qui désignait un cheval noir, s'est transformé en Raben, puis en Raabe, c'est-à-dire « corbeau ».
À partir de 1995, des plaques de rues bilingues, à la fois en français et en alsacien, sont mises en place par la municipalité lorsque les noms de rue traditionnels étaient encore en usage dans le parler strasbourgeois. Le nom de l'impasse du Corbeau est alors sous-titré Rawegässel.

## Description
L'impasse est fermée par une grille.
Étroite à l'entrée (60 cm), elle s'élargit vers le fond, ne donnant accès qu'à l'arrière des maisons qui l'entourent, en particulier celles de l'ancien hôtel du Corbeau, transformé en établissement hôtelier de luxe sous le nom de « Cour du Corbeau ». 
Le projet de réhabilitation de cet ensemble classé Monument historique a donné lieu à des fouilles préventives et à des études préliminaires aboutissant notamment, en 2007, à un rapport qui fait référence, à plusieurs reprises, à l'impasse du Corbeau.

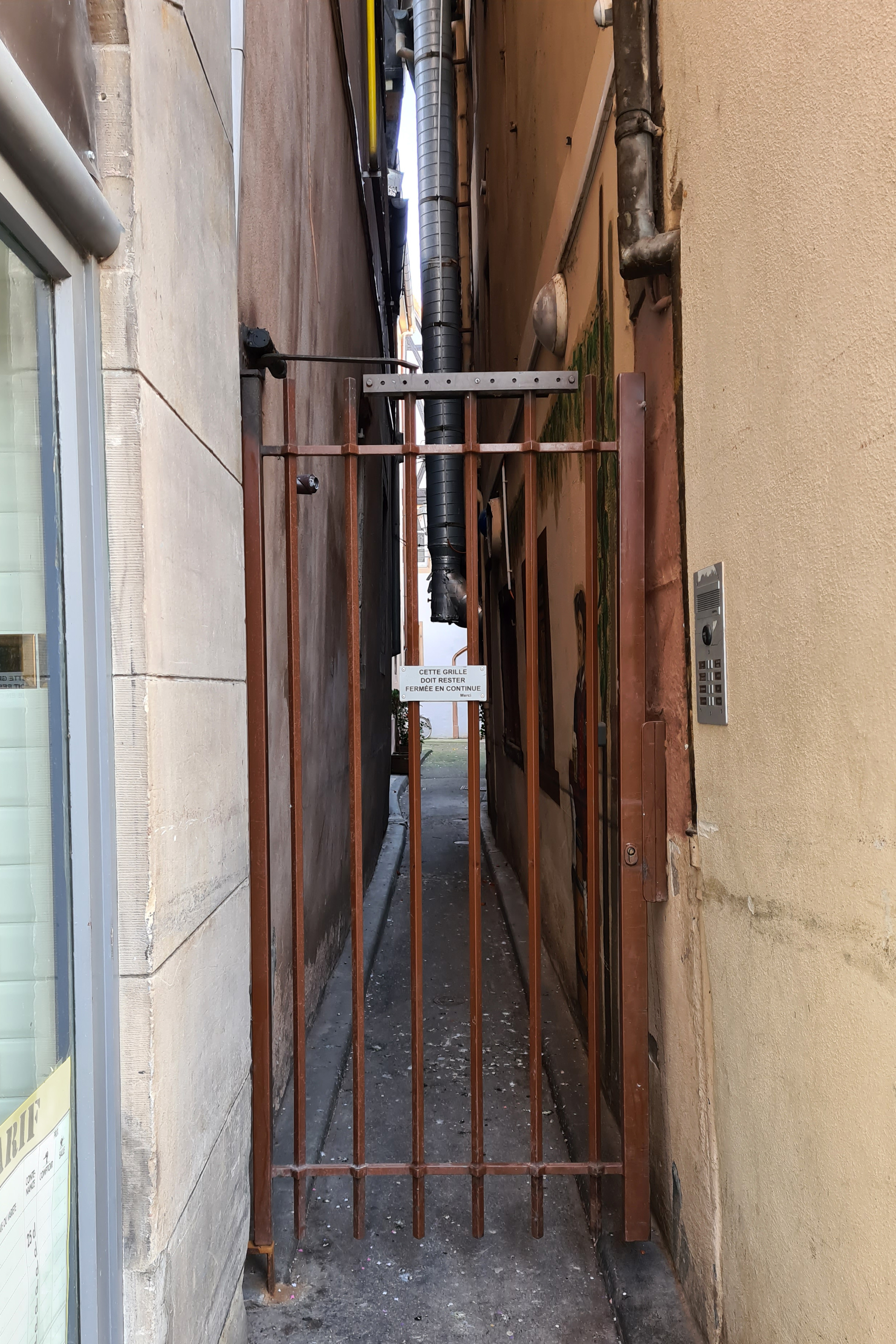
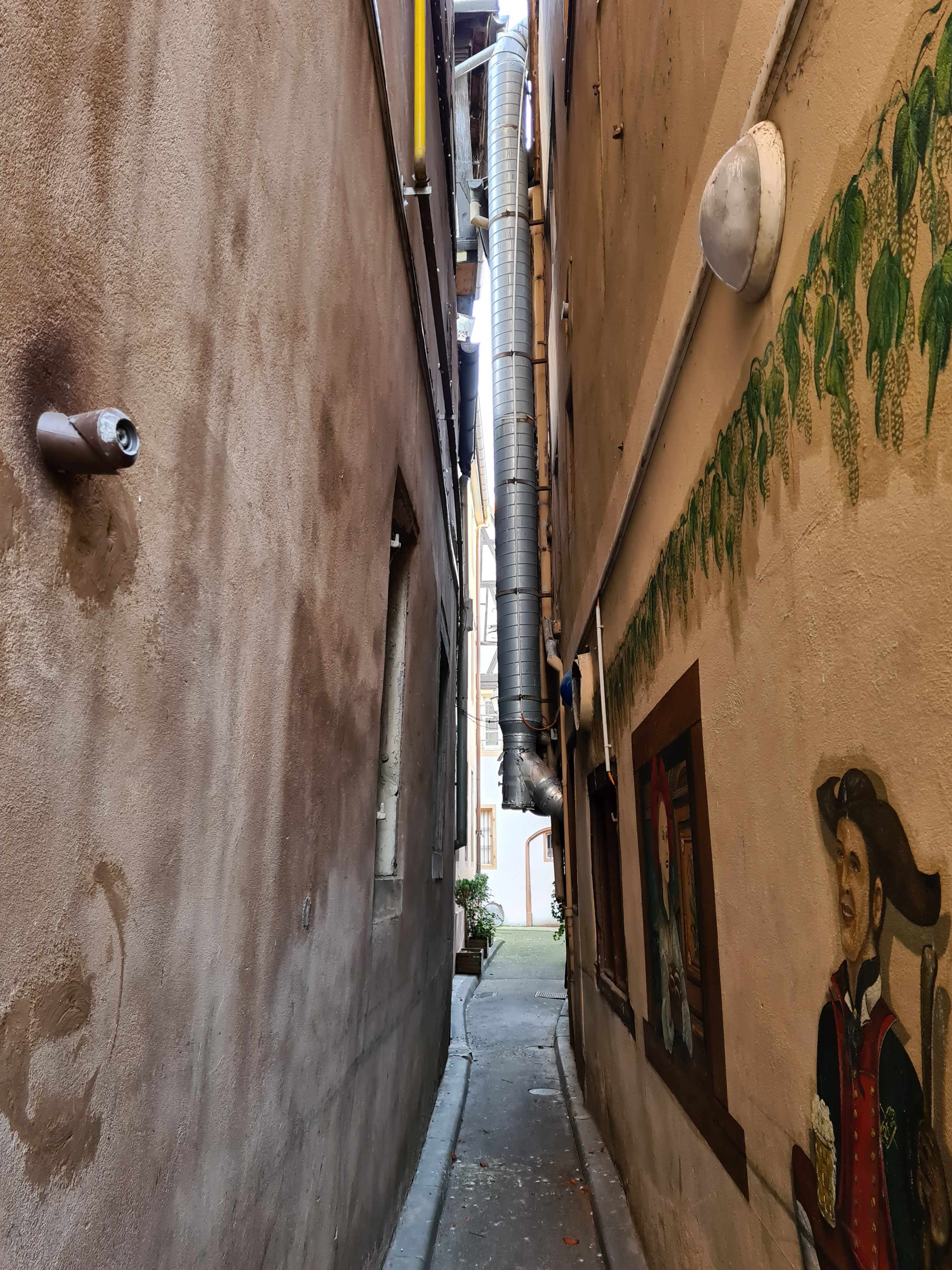

## Représentation
En 1934, André Schmitt (1888-1961) peint un tableau intitulé Impasse du Corbeau, conservé au musée d'art moderne et contemporain de Strasbourg.